# Ménil-aux-Bois
Ménil-aux-Bois é uma comuna francesa na região administrativa de Grande Leste, no departamento de Meuse. Estende-se por uma área de 6,71 km². Em 2010 a comuna tinha 41 habitantes (densidade: 6,1 hab./km²).